# Александар Грибоједов
Александар Сергејевич Грибоједов (рус. Александр Сергеевич Грибоедов; Москва 15. јануар 1795 — 11. фебруар 1829. Техеран) је био руски дипломата, писац и композитор.

## Биографија

### Младосст
Грибоедов је рођен у Москви, у богатој породици. Његов предак, Јан Грзибовски (пољ. Jan Grzybowski) почетком 17. века преселио се из Пољске у Руско царство. Презиме Грибоједов представља својеврсни превод презимена Гржибовски . Федор Акимовић Грибоједов је за време цара Алексеја Михајловича био ђак (бољар) и један од пет писаца руског законика 1649. године (рус. Соборное уложение 1649).
Александрова породица :
- отац — Сергеј Иванович Грибоједов (1761—1814)
- мама — Анастазија Фјодоровна (1768—1839), девојачко презиме је такође Грибоједов; из смоленского рода Грибоједових, које је било доста богатије од очеве стране[1]
- сестра — Марија Сергејевна Грибоједов (Дурново)
- брат — Павел (умро као млад)
- жена — Нина Александровна Чавчавадзе (груз. ნინო ჭავჭავაძე) (4. новембар 1812 — 28. јун 1857) [б]

Према сведочењу рођака, Александар је у детињству био веома фокусиран и изузетно паметан. Постоје индиције  да је у роду са руским драматичаром Александром Радичевим, који је Радичев крио. Са 6 година течно је говорио три страна језика, у младости већ шест: енглески, француски, немачки и италијански. Веома добро је разумео латински и старогрчки језик.
На почетку је добио кућно образовање под менторством лексикографа Ивана Петрозилијуса. Од 1803. уписао је на Московску универзу за племишку (дворјанску) децу (рус. Московский университетский благородный пансион). 30. јануара 1806. године уписао је на филозофски факултет Универзитета у Москви, којег је абсолвирао 1808, са 13 година.
1812. за време Наполеонове инвазије ступио је у хузарски пук, у којем је служио до 1816. 1818. слан је као дипломатски представник Русије у Персију па онда пребачен у Грузију. Због доброг познавања језика служио је на граници са Персијом у тадашњен граду Тифлис (данашњи Тбилиси). 
У међувремену бавио се и са писањем, његове драме су представљене и у позориштима у Санкт Петербургу.

## Скандал и убиство
Након Туркменчајског договора, који је био у корист Русије и на штету Персије, у Персији је владала мржња према Русима. Жртва противруских немира је био у једном инциденту и Александар Гибоједов, који је тада служио у руској амбасади у Техерану.
По туркменчајском договору Арменцима у Персији је било дозвољено вратити се у домовину. Тог кобног дана из харема персијског шаха побегли су евнух и две жене, и уточиште потражили у руској амбасади, где их је Александар Грибоједов примио. 
Након захтева шаха да их преда Грибоједов је то одбио, јер је знао да их чека смртна казна. Амбасаду је напала бесна руља, којој су се одупирали руски козаци, стражари амбасаде. Због велике надмоћи руља је побила све у амбасади заједно са самим Грибоједовим, чији леш су развлачили по граду 3 дана, а његова је глава завршила као реликвија у радионици са кебапима.
Након одређеног времена шах се уплашио руских консеквенца и наредио своме сину да одпутује у Русију. Тамо је шахов син понудио свој живот у одмазду за скандал. Руски цар који је поштедео његов живот и задовољио се оштрим кажњавањем починиоца тог злочина, ипак је у поклон добио дијамант, данас назван Шахов дијамант.

## Умешаност Енглеске у злочин
Према неким индикацијама, у напад на амбасаду је умешан и званични Лондон, који је тада са Руским царством водио такозвану Велику игру (Great Game), чиме је названа политичко-војна битка са тај део Азије.

## Култни статус у Грузији
Александар Грибоједов има данас култни статус у Грузији, где је покопан у манастиру светог Давида у Тбилисију.